# Juan Fernando Calle
Juan Fernando Calle Hurtado (Salgar, Antioquia, Colombia, 18 de julio del 1999) es un ciclista profesional colombiano.

## Palmarés
No tiene todavía victorias profesionales.

## Equipos
- Caja Rural-Seguros RGA[1][2] (2020-2022)